# Кано (Mortal Kombat)
Кейно (англ. Kano) — вигаданий ігровий персонаж із серії  Mortal Kombat. Дебютував як один з лиходіїв у першій грі  Mortal Kombat (1992). Кано спочатку був лідером злочинного угруповання «Чорний Дракон».  У цьому угрупованні також були Кабал, Джарек, Тасія, Тремор і Безликий.
Зріст: 178 см. Вага: 90 кг.

## Концепція
Кано спочатку мав великий шолом з двома червоними очима, але надалі концепція була відкинута на користь замінені на фрагмент металевої деталі над його правим оком. У біографії Кано в Mortal Kombat: Deception, Ед Бун згадує, що бионический очей Кано в першій грі Mortal Kombat (з використанням оцифрованих рухів акторів) був зроблений з вирізаного шматка пластикової маски, який потім пофарбували в срібний колір і склеїли з особою актора Річарда дивицею, а інфрачервоний очей доданий вже в цифровому вигляді. Кано прибраний з версій гри Mortal Kombat 1992 року, які були випущені на Sega Game Gear і Sega Master System через обмеження пам'яті. У Mortal Kombat: Deadly Alliance Кано використовує ножі-метелики, так звані «від вуха до вуха». Це засновано на сюжетної лінії першого фільму «Смертельна битва», де Кано сказав, що використовував свій ніж, щоб перерізати горло напарнику Соні від вуха до вуха.

## Опис
Половина особи Кано прихована під металевою пластиною, і замість одного ока — примітивний  імплантат; пізніше, починаючи з серії  MK3 , Кано може випускати своїм оком лазерні промені (одне з Фаталіті), ймовірно, після укладення у Шао Кан а Кано знайшов спосіб замінити декоративний елемент на складний механічний імплантат, що виконує не тільки функції зорового органу, а й функції зброї; пізніше цей прийом був запозичений персонажем Хсу Хао, использовавшем замість червоного ока аналогічний механізм на грудях.

## Участь у турнірах Mortal Kombat

### Mortal Kombat
Кано вирішив взяти участь у турнірі, завдяки чуткам про незліченні скарби, які зберігаються в палаці Шан Цзун і які він захотів викрасти. У той же час злочинна організація «Чорний дракон», очолювана Кано, вже давно потрапила в поле зору американських спецслужб, і лейтенант Соня Блейд невпинно переслідувала Кано, маючи для цього й особисті мотиви: Кано убив напарника Соні. У той час як Кано сам погодився взяти участь в турнірі, Соня і її люди були захоплені в полон помічниками Шан Цуна. Чаклун пред'явив їй ультиматум: або вона бере участь у Смертельною Битві, або всі її люди і вона сама будуть страчені. І Соня, і Кано вижили в турнірі, але багатьом судилося загинути, включаючи людей Соні. Після фінальної битви між Лю Кан ом і Шан Цуном Кано об'єднався з Сонею і Джонні Кейдж їм, щоб разом битися з Горо. Під час битви острів починає руйнуватися, що було викликано поразкою Шан Цуна.

### Mortal Kombat II
Кано і Соня опиняються в лісі у зовнішньому світі, де їх знаходить і бере в полон Шан Цун. Але, урешті-решт, майор Джаксон Бріггс рятує їх, що не заважає Кано сховатися в зовнішньому світі, щоб уникнути арешту.

### Mortal Kombat 3
Хоча багато хто з воїнів Землі вважали, що Кано немає в живих, він зумів врятуватися, переконавши Шао Кана прийняти його в свої війська як інструктора з озброєння, і його великі знання в цій галузі виявилися вельми доречними. Пізніше, Соня, наздогнавши Кано, зіштовхнула його з великої висоти, вирішивши, що покінчила з ним. Однак, кентавр Мотаро, який знайшов Кано, спочатку допоміг йому, але потім утримував у себе. Потім Мотаро вбила Шива і звільнила Кано, після чого вони разом розробили план з усунення Шао Кана. Але у вирішальний момент Кано зрадив Шиву, в результаті чого вона загинула, а Кано став одним з генералів Шао Кана.

### Mortal Kombat 4
Кано планувався для MK4, але був замінений на Джарек в останній момент через брак нових персонажів.

### Mortal Kombat: Deadly Alliance
Армія Кано була розбита, Земля і Еден були вільні. Тим не менш, Шао Кан не помилився у виборі, бо Кано показав себе здатним воєначальником. Незважаючи на тактичну перевагу військ Еден і раси Шокан, Кано тримався як міг і все ж зумів відкинути противника назад. Він повернувся до палацу, де застав Шан Цуна і Куан Чі за розправою над Шао Каном, після чого Кано негайно оголосив про свою беззастережну відданість Смертельному Альянсу. Кано було доручено зайняти невелике поселення, в якому два чаклуна збиралися побудувати храм навколо гробниці  Онага, де Куан Чі збирався відкрити портал на небо. У ході споруди,  Лі Мей напала на Кано, якого врятувало втручання Куан Чі. Втім, це не означало, що Куан Чі особливо турбувала безпеку Кано. Його вчинок пояснюється тим, що альянс уклав угоду з Мавадо з клану «Червоного Дракона», який був повинен убити Кенсі, в обмін на що він отримає право битися з Кано. Мавадо вбив Кенші й отримав обіцяне.

### Mortal Kombat: Armageddon
По всій видимості, Кано програв бій, тому що Тейвен знаходить його в темниці клану «Червоного Дракона». Кано розповідає Тейвену, що клан ставив на ньому і на інших якісь експерименти, мета яких була генетичним шляхом створити драконів, а також гібрид дракона і людини. Кано каже, ніби на ньому випробували «щось нове», але він так і не дізнався що саме.
Закінчення у  MK: A  — Кано перемагає Блейз, але через отримані сил мутація, викликана дослідами на ньому «Червоного Дракона», посилюються і Кано перетворюється на гібрид чорного дракона і людини.

### Mortal Kombat vs. DC Universe
Хоча бойове безумство зникло відразу зі смертю  Дарк Кана, Кано збожеволів. Постійно міняючи друзів і ворогів, він став ізгоєм. Він зробив бойову розмальовку на обличчі, щоб усі бачили його гнів. З тих пір він нескінченно повторює:  '«Смерть Шан Цуну … смерть Шан Цуну … СМЕРТЬ ШАН ЦУНУ !!!»'.

## Інші появи
Кано — один з епізодичних персонажів мультфільму «Ральф».

## Цікаві факти
- Повністю чорна модель Кано була використана як Нуб Сайбота в  MK3 .
- Аналогом Кано є Сю Хао. Їх клани ворогують, в обох є лазер. Однак Сю Хао є просто шпигуном «Червоного Дракона», а Кано — лідер «Чорного Дракона».